# Randolph Perkins

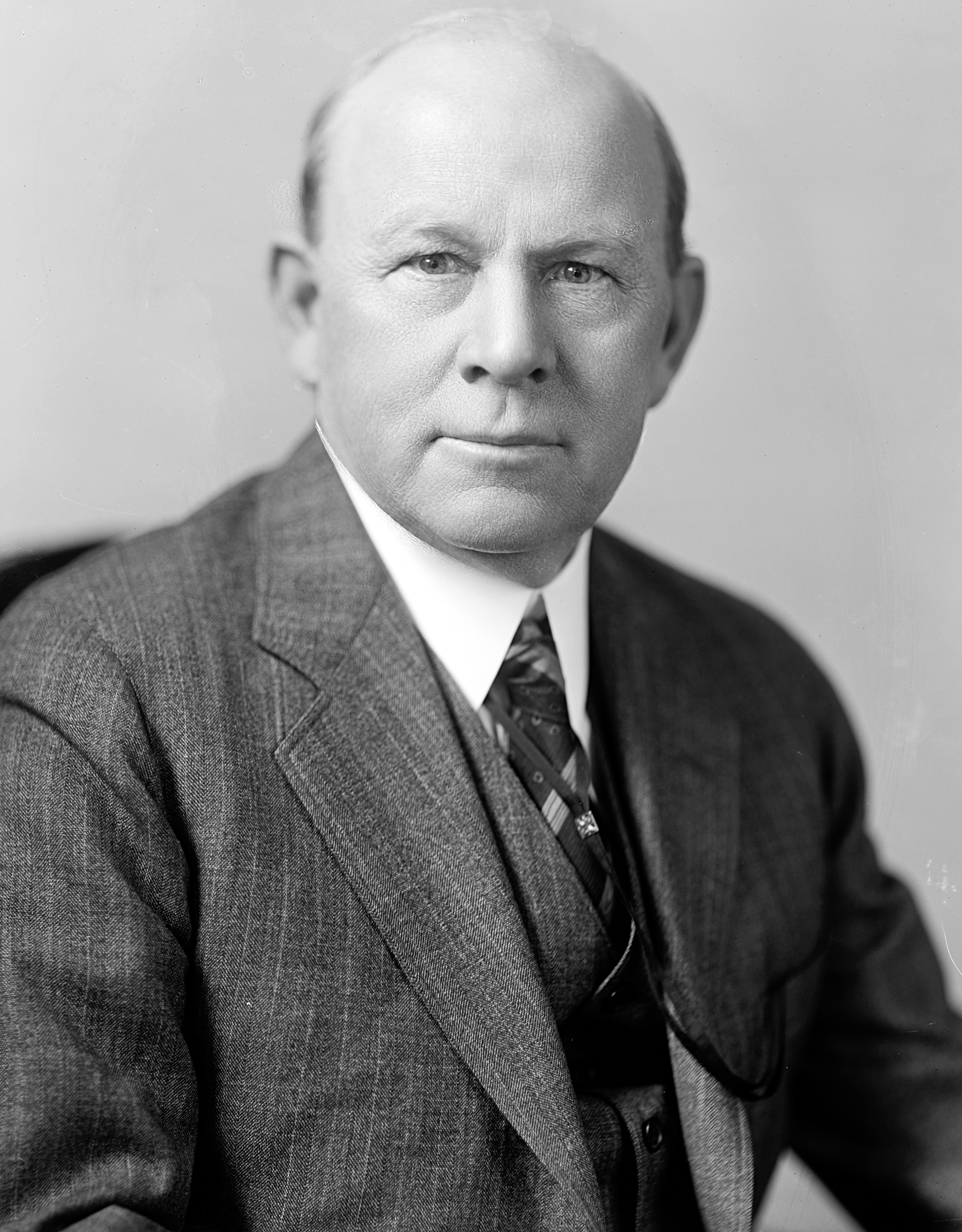
Randolph Perkins

Randolph Perkins (* 30. November 1871 in Dunellen, New Jersey; † 25. Mai 1936 in Washington, D.C.) war ein US-amerikanischer Politiker. Zwischen 1921 und 1936 vertrat er den Bundesstaat New Jersey im US-Repräsentantenhaus.

## Werdegang
Im Jahr 1879 kam Randolph Perkins mit seinen Eltern nach Jersey City, wo er die öffentlichen Schulen besuchte. Danach absolvierte er die Cooper Union School in New York City. Nach einem anschließenden Jurastudium und seiner 1893 erfolgten Zulassung als Rechtsanwalt begann er in Jersey City in diesem Beruf zu arbeiten.  Im Jahr 1902 zog er nach Westfield und 1909 nach Woodcliff Lake. In beiden Orten praktizierte er als Anwalt. Gleichzeitig begann er als Mitglied der Republikanischen Partei eine politische Laufbahn. In den Jahren 1903 bis 1905 amtierte Perkins als Bürgermeister von Westfield. Zwischen 1905 und 1911 gehörte er der New Jersey General Assembly an, deren Präsident er im Jahr 1907 war. Von 1911 bis 1916 führte er den Parteivorsitz der Republikaner im Bergen County.
Bei den Kongresswahlen des Jahres 1920 wurde Perkins im sechsten Wahlbezirk von New Jersey in das US-Repräsentantenhaus in Washington gewählt, wo er am 4. März 1921 die Nachfolge von John R. Ramsey antrat. Nach sieben Wiederwahlen konnte er bis zu seinem Tod am 25. Mai 1936 im Kongress verbleiben. Seit 1933 vertrat er dort als Nachfolger von George N. Seger den siebten Distrikt seines Staates. Von 1925 bis 1931 war er Vorsitzender des Committee on Coinage, Weights and Measures. Seit 1933 wurden die ersten New-Deal-Gesetze der Bundesregierung unter Präsident Franklin D. Roosevelt im Kongress verabschiedet. Im Jahr 1933 wurden auch der 20. und der 21. Verfassungszusatz ratifiziert. Perkins war in den Jahren 1933 und 1936 auch an der Durchführung von Amtsenthebungsverfahren gegen die beiden Bundesrichter Harold Louderback und Halsted L. Ritter beteiligt.
Zum Zeitpunkt seines Todes war Randolph Perkins von seiner Partei bereits zur erneuten Wiederwahl nominiert worden. Er starb überraschend an einer Niereninfektion.